# Nuno Miguel Monteiro Rocha
Nuno Miguel Monteiro Rocha (Praia, 25 marzo 1992) è un calciatore capoverdiano, attaccante del Batuque.

## Carriera

### Nazionale
Ha esordito in Nazionale nel 2014.

## Palmarès

### Competizioni nazionali
- Coppa di Russia: 1

Tosno: 2017-2018